# Arena Chimki
Die Arena Chimki (russisch Арена Химки) ist ein Fußballstadion in der russischen Stadt Chimki in der Oblast Moskau. Die Mannschaft des FK Dynamo Moskau trug seit 2009 übergangsweise seine Spiele bis 2019 in der Sportstätte mit 18.636 Plätzen aus, da der Bau der VTB-Arena sich verzögerte. Ab 2010 spielte auch die Mannschaft von ZSKA Moskau in der Arena Chimki, da die ehemalige Spielstätte Luschniki modernisiert wurde. Seit September 2016 spielt der ZSKA in der neu erbauten WEB Arena. Der FK Chimki trat nach dem Abstieg in die zweitklassige 1. Fußball-Division seit 2010 im neuen Chimki-Stadion mit rund 3.000 Plätzen an. Nach dem Auszug des FK Dynamo tritt der FK Chimki wieder in der Arena Chimki an. Das Stadion liegt in unmittelbarer Nachbarschaft der Mehrzweckhalle Nowator-Sportarena, in der die Basketballmannschaft des BK Chimki ihre Heimspiele austrägt.

## Geschichte
Die Arena Chimki wurde auf dem Grund des 1965 erbauten Nowator-Stadions am Moskau-Wolga-Kanal errichtet. Sie bedeckt eine Fläche von 4,1 Hektar. Die Bauarbeiten für das reine Fußballstadion begannen im Dezember 2005. Die Einweihung wurde am 20. September 2008 im Beisein des Präsidenten des russischen Verbandes RFS und lokaler Politprominenz gefeiert. Im ersten Ligaspiel traf der FK Chimki auf Saturn Ramenskoje; die Gastgeber entschieden das Spiel mit 2:1 für sich. Schon vor der Einweihung trafen am 7. September der FK Chimki und der FK Selenograd (3:2) im neuen Stadion zu einem Freundschaftsspiel aufeinander. Die Spielstätte erfüllt die Vorschriften des russischen Verbandes RFS wie auch der UEFA. Im Finale des russischen Fußballpokals 2009 standen sich am 31. Mai in der Arena der ZSKA Moskau und Rubin Kasan gegenüber. Die Moskauer besiegten Kasan mit 1:0 Toren. Zum ersten internationalen Spiel kam es am 5. August 2009. Dynamo Moskau verlor gegen Celtic Glasgow in der dritten Qualifikationsrunde zur UEFA Champions League mit 0:2.
Die Anlage wurde im Stil eines englischen Fußballstadions entworfen. Dies zeigt sich besonders in der äußeren Stahlträgerkonstruktion des Daches. Die vier einzelnen Tribünen sind mit hellblauen Kunststoffsitzen ausgestattet. Die Haupttribüne ist, hingegen der drei anderen Ränge, doppelstöckig angelegt. Der höchste Punkt des Stadions ragt 43,5 Meter über dem Erdboden. Zunächst war die Arena mit 12.000 Plätzen ohne die Gegentribüne im Osten geplant; im Laufe der Vorbereitungen entschied man sich aber doch zum Bau des vierten Ranges. Die Kapazität stieg dadurch letztendlich auf insgesamt 18.636 Zuschauer, davon stehen für die Gästefans 2.660 Plätze bereit. Für behinderte Besucher und ihre Begleitpersonen sind 120 Plätze eingerichtet worden. In den 14 VIP-Logen finden insgesamt 350 Personen Platz und die drei VIP-Lounges fassen 300 Gäste.
Das Spielfeld in der Standardgröße 105 × 68 m wird von 176 Scheinwerfern der Flutlichtanlage mit 2.140 Lux erhellt. Zwei, je 65 m² große, Videoanzeigetafeln befinden sich in den Stadionecken im Nordwesten und im Südosten. In und um das Stadion ist eine Videoüberwachungsanlage mit 99 Kameras installiert. Die Besucher betreten die Arena durch 14 Eingänge mit Drehkreuzanlage; hinzu kommen vier VIP-Eingänge, zwei Zugänge mit Rampe für rollstuhlfahrende Besucher und ein Eingang für die Journalisten. Das Stadion könnte im Notfall in sieben bis acht Minuten evakuiert werden. Die Pressetribüne bietet den Berichterstattern 150 Plätze und das Pressezentrum eine Fläche von 850 m2. Der Pressekonferenzraum besitzt 180 Plätze. Für Fernsehübertragungen sind im Stadion 20 Kamerastellplätze vorhanden. Für jede Mannschaft steht eine Umkleidekabine mit 240 m2 zur Verfügung.